# Frode Hovland
Frode Hovland (...) è un ex sciatore alpino norvegese.

## Biografia
Specialista delle prove tecniche, Hovland vinse la medaglia di bronzo nello slalom speciale ai Campionati norvegesi del 1984; non prese parte a rassegne olimpiche né ottenne piazzamenti in Coppa del Mondo o ai Campionati mondiali.

## Palmarès

### Campionati norvegesi
- 1 medaglia (dati dalla stagione 1983-1984):
  -  1 bronzo (slalom speciale nel 1984)[senza fonte]